# Systropus tribolus
Systropus tribolus är en tvåvingeart som beskrevs av Wray Merrill Bowden 1967. Systropus tribolus ingår i släktet Systropus och familjen svävflugor.
Artens utbredningsområde är Sierra Leone. Inga underarter finns listade i Catalogue of Life.